# Embalse de El Portillo
El embalse de El Portillo o presa de El Portillo se encuentra situada sobre el río Castril, en el término municipal de Castril, en la provincia de Granada. Este embalse es perteneciente a la Confederación Hidrográfica del Guadalquivir, de la zona de Granada.
Este río nace en la Sierra de Castril y desemboca en el río Guadiana Menor, en los términos municipales de Benamaurel y Baza.

## Finalidad
- Riego
- Abastecimiento
- Electricidad

## Características
La presa es de tipo escollera con núcleo impermeable, tiene una altura de 82,40 metros y una longitud de coronación 369 metros.
El aliviadero del embalse es de los llamados de labio fijo.
El embalse de El Portillo tiene una capacidad de 33 hm³, y una superficie de 143 ha.